# Hôtel de ville de Sainte-Savine
L'hôtel de ville de Sainte-Savine est un édifice situé à Sainte-Savine, en France.

## Localisation
L'édifice est situé sur la commune de Sainte-Savine, commune située dans le département français de l'Aube et appartenant à la Communauté d'agglomération du Grand Troyes. L'édifice se trouve au 70 avenue Gallieni.

## Historique
L'édifice a été construit entre 1932 et 1935 par les architectes troyens J. Hugot et R. Roger. Il est inscrit au titre des monuments historiques en 2007.